# Pʽipso Semczen Sungkjop Kʽorju
Pʽipso Semczen Sungkjop Kʽorju (ang. Phibsoo Wildlife Sanctuary) – obszar chroniony w południowo-środkowym Bhutanie.

## Geografia
Obszar ten położony jest południowo-środkowej części Bhutanu, około 50 km na wschód od Phuntsholing. Zajmuje powierzchnię 268,93 lub 278 km², stanowiąc najmniejszy lub przedostatni pod względem powierzchni obszar chroniony kraju. Administracyjnie znajduje się na terenie dystryktu Sarpang.
Od południa, od rzeki Sankosz na zachodzie po rzekę Sanathang na wschodzie, teren ten graniczy z Indiami, zachowując ciągłość z położonymi tam obszarami chronionymi: Petu Reserve Forest, Buxa Tiger Reserve, Ripu-Chirang Reserve Forest i Dhaneshi Ridge. Od północy graniczy z gewogiem Beteni, a od wschodu z Hile. Położony jest na wysokościach od 200 do 1600 m n.p.m.. Połączony jest z Parkiem Narodowym Gjepo Manas korytarzem ekologicznym.

## Historia
Obiekt ten został utworzony w 1974 roku wraz z pięcioma innymi obszarami chronionymi. Nadano mu wówczas nazwę Phibsoo Reserved Forest. W ramach przeprowadzonej w 1993 roku rewizji systemu obszarów chronionych w kraju zmieniono mu status na „sanktuarium dzikiej przyrody” (dzong. trb. semczen sungkjop kʽorju, ang. wildlife sancutary) i nazwę na obecną. W przypadku braku planu zarządzania rolę zarządcy pełni Sarpang Forest Division. Obszar ten przez dłuższy czas egzystował jako chroniony jedynie na papierze. Pierwsze faktyczne kroki ku ochronie tutejszej przyrody nastąpiły w 2009 roku. Później obszar objęty został planem zarządzania na lata 2012–2017.

## Flora
Przeważają tu ekosystemy subtropikalne i tropikalne. Na potrzeby planu zarządzania wyróżniono na tym obszarze 7 typów roślinności: częściowo wiecznie zielone lasy, wilgotne lasy liściaste niższych wzgórz, lasy nadrzeczne, wiecznie zielone lasy wzgórz średniej wysokości, wtórne zakrzewienia twardolistne, plantacje oraz łąki aluwialne. Na terenie tym występują ostatnie w Bhutanie naturalne lasy z dominacją damarzyka mocnego.
W sumie z terenu tego wykazano co najmniej 637 gatunków roślin nasiennych, w tym: 528 dwuliściennych i 109 jednoliściennych. Wśród nich: 199 gatunków drzew, 134 krzewów, 79 roślin pnących, 143 roślin zielnych, 34 traw, 15 storczyków i 25 paproci. Do rzadkich i zagrożónych gatunków należą: kariota parząca, Arundina graminifolia, Typha elephantina, Acer oblongum, Ilex godjam, Aristolochia tagala, Mesua ferrea, czapetka jambos, kleiszcze smakowite oraz Aquillaria malaccensis.

## Fauna
Obszar ten jest pierwotnym i jedynym w kraju miejscem występowania aksisa czytala. Spośród pozostałych 35-40 stwierdzonych tu gatunków ssaków wymienić można: słonia indyjskiego, tygrysa, gaura, langura złocistego, lamparta, mundżaka indyjskiego, sambara jednobarwnego i cyjona rudego. Prawdopodobnie żyje tu też suzu gangesowy.
Szybkie liczenia ptaków w marcu 2009 i styczniu 2010 wykazały występowanie tu 131 gatunków, w tym dzioborożca rudego (Aceros nipalensis). Ogólnie tutejsza awifauna szacowana jest na około 200 gatunków.
W rzekach spotkać można m.in. 3 gatunki ryb z rodzaju Tor.

## Ludność
Obszar ten jest prawie niezamieszkany. Osiedla ludzkie znajdują się głównie południowo-zachodniej jego części. Dane z 2009 roku mówią o 1 254 osobach zamieszkujących wewnątrz granic obszaru, w osadach:  Allay, Apgachi, Basiney, Bichgaon, Daragaon, Katarey, Mangalabari, Solmoley i Suntaley w gewogu Nichula oraz w osadach: Phibsoo, Pingkhua i Thremba w gewogu Senge. Ponadto 1 357 zamieszkiwało w 2009 roku na obrzeżach parku, w gewogu Senge.
Miejscowa ludność utrzymuje się uprawy roli (głównie ryżu i kukurydzy), hodowli zwierząt (głównie bydła, kóz i drobiu) oraz pozyskiwania produktów leśnych takich jak drewno konstrukcyjne i opałowe, czy rośliny lecznicze i paszowe.

## Zagrożenia
Najważniejsze zagrożenia dla obszaru obejmują: konflikty między ludnością a zwierzętami (straty w produktach rolnych i reakcje na nie), kłusownictwo oraz wolny wypas w siedliskach leśnych.